# سلسلة اضمحلال

سلسلة تحلل الثوريوم-232 حتى وصوله إلى الرصاص Pb المستقر

سلسلة الاضمحلال في العلوم النووية هي تتابع معين لنواتج محددة ومختلفة بسبب حدوث عملية اضمحلال نشاط إشعاعي تقوم به نويدة مشعة وفق واحد من التفاعلات النووية، ويكون ناتج اضمحلال مشعّاً، بحيث يتحلل إلى ناتج آخر، وتستمر العملية طبيعيا في سلسلة أشعاعية حتى الوصول إلى نظير مستقر.
يعرف الوقت اللازم للانتقال من نويدة «والدة» إلى نويدة «وليدة» من خلال معرفة عمر النصف؛ أي الوقت اللازم لاضمحلال نصف عدد ذرات النويدة الوالدة النشيطة إشعاعياً إلى ذرات النويدة الوليدة. هذا هو تعريف عمر النصف.
في العلوم النووية، تشير "" سلسلة الاضمحلال "" إلى سلسلة من الاضمحلال الإشعاعي من منتج الاضمحلال المشع كسلسلة متتابعة من التحولات. يُعرف أيضًا باسم «الشلال المشع». معظم النظائر المشعة لا تتحلل مباشرة إلى حالة مستقرة، بل تخضع لسلسلة من الاضمحلال حتى يتم الوصول في النهاية إلى نظير مشع مستقر.
يشار إلى مراحل الاضمحلال من خلال علاقتها بالمراحل السابقة أو اللاحقة. «النظير الأم» هو الذي يخضع للاضمحلال ليشكل «نظيرًا ابنة». أحد الأمثلة على ذلك هو تحلل اليورانيوم (عدده الذري 92) إلى الثوريوم (العدد الذري 90). قد يكون نظير الابنة مستقرًا أو قد يتحلل ليشكل نظيرًا (ابنة خرى) خاصًا به. يطلق على نظير ابنة الابنة أحيانًا اسم «نظير الحفيدة».
يمكن أن يختلف الوقت الذي تستغرقه نواة ذرة لتتحلل إلى ذرة وليدة (ابنتها) بشكل كبير، ثم إن طانت النواة الوليدة مشعة فهي تتحلل وتنتج وليدة أخرى (الحفيدة)؛ ذلك الا ضمحلال الثاني يستغرق وقتا خاصا بها، مختلف عل وقت اضمحلال النواة جدتها. ذلك من خواص المادة؛ ولا تتأثر بدرجة الحرارة أو الضغط.
يتبع اضمحلال مجموعة أولية من الذرات من نوع معين بمرور الوقت  t  توزيعًا أسيًا عند التحلل،  e  −λt   ، حيث λ يسمى ثابت الاضمحلال. (أضمحلال إشعاعي من نوية «أم» إلى نويدة «وليدة»)؛ إحدى الخصائص الطبيعية للنظير الأم هي عمر النصف، وهو الوقت الذي يتحلل فيه نصف العدد الأولي من النظائر المشعة الأم المتطابقة إلى بناتهم.
```
تم تعيين فترات «نصف العمر» في المختبرات للعديد من النظائر المشعة (أو النويدات المشعة). يمكن أن يتراوح «نصف العمر» للمواد المختلفة بين أضمحلالا لحظيا (أقل من 10 
 21 
 ثوانٍ) إلى أكثر من 10 
 19 
 عامًا؛ هذه صفة طبيعية للنويدات الأم. أي أن كل نويدة مشعة تتصف طبيعيا بثابت اضمحلال λ خاصا بها.
```

## أنواع الاضمحلال وسلاسله

تمثيل لسلاسل الاضمحلال لأربع عناصر مشعة في الطبيعة.

الأنواع المعروفة من الاضمحلال الإشعاعي هي اضمحلال ألفا واضمحلال بيتا، بالإضافة إلى انبعاث البوزيترون واصطياد الإلكترون، وكذلك التصاوغ النووي. ولكن اضمحلال ألفا هو الوحيد من بين هذه التفاعلات القادر على تغيير العدد الكتلي بمقدار 4 بين النويدة الأم والنويدة الوليدة، أما اضمحلال بيتا فلا يغيره؛ ذلك لأن اضمحلال بيتا هو فقد النويدة الأم إلكترون أو بوزيترون لينشأ عنصر (وليدة) قد يكون مشعا هو الأخر أو غير مشع.
بالتالي إذا رمزنا لعدد الكتلة A على الشكل التالي A = 4n+m (حيث n هو عدد طبيعي، و m أحد الأعداد 0 أو 1 أو 2 أو 3) بالتالي يبقى m داخل سلسلة اضمحلال هو نفسه ثابتاً لا يتغير حسب منطق الحسابيات النمطية. على هذا الأساس يوجد ثلاثة أنواع من سلاسل الاضمحلال الطبيعية:
- سلسلة اضمحلال يورانيوم-راديوم، والتي تبدأ بالنظير المشع يورانيوم-238 وتنتهي بالنظير رصاص-206 الغير مشع، وهي السلسلة-(4n+2)، والتي تسمى أحياناً سلسلة الراديوم.
- سلسلة اضمحلال يورانيوم-أكتينيوم، والتي تبدأ بالنظير المشع يورانيوم-235 وتنتهي بالنظير رصاص-207، وهي السلسلة-(4n+3)، والتي تسمى أحياناً سلسلة الأكتينيوم.
- سلسلة اضمحلال الثوريوم، والتي تبدأ بالنظير المشع ثوريوم-232 وتنتهي بالنظير رصاص-208، وهي السلسلة-(4n).

إن كل من النظائر يورانيوم-235 ويورانيوم-238 وثوريوم-232 هي نويدات ابتدائية، أي أنها موجودة منذ تشكل الأرض، على الرغم من أنه قد وجد مؤخراً أن النظير Th-232 هو ناتج اضمحلال من بلورتونيوم-244.
هناك سلسلة رابعة، وهي سلسلة النبتونيوم، وهي السلسلة-(4n+1)، ولكن نظراً للقصر النسبي لقيم عمر النصف للنظير نبتونيوم-237 (2.14 مليون سنة)، فإن هذه السلسلة عملياً منقرضة في الطبيعة، ما عدا المرحلة الأخيرة منها وهي الاضمحلال الإشعاعي لنظير البزموت-209، والذي يعطي النظير ثاليوم-205.

## تولد الرادون
على سبيل المثال، يعتبر اليورانيوم 238 مشعًا بشكل ضعيف، ولكن خام بيتشبليند، وهو خام اليورانيوم، أكثر نشاطًا إشعاعيًا 13 مرة من معدن اليورانيوم النقي بسبب ما يحتويه من الراديوم والنظائر الأخرى التي يحتوي عليها. ليس فقط نظائر الراديوم غير المستقرة بواعث نشاط إشعاعي مهمة، ولكن كمرحلة تالية في سلسلة الاضمحلال فإنها تولد أيضًا الرادون، وهو غاز إشعاعي ثقيل وخامل يحدث بشكل طبيعي. تنبعث من الصخور التي تحتوي على الثوريوم و / أو اليورانيوم (مثل بعض الجرانيت) غاز الرادون الذي يمكن أن يتراكم ويحتبس في أماكن مغلقة مثل الأقبية أو المناجم تحت الأرض. فيشكل خطرا على سكان القبو أو العاملين في المنجم.

حساب الكمية باستخدام وظيفة Bateman لـ ^{ 241 } Pu

يتم حساب كمية النظائر في سلاسل الاضمحلال في وقت معين باستخدام معادلة بيتمان.

## اقرأ أيضاً
- اضمحلال نشاط إشعاعي
- نويدة مشعة
- اضمحلال عنقودي